# Fontenay-sous-Bois
Fontenay-sous-Bois è un comune francese di 51 812 abitanti situato nel dipartimento della Valle della Marna nella regione dell'Île-de-France.

## Storia

### Simboli
Lo scudo è timbrato dalla corona muraria con tre torri merlate d'oro, mattonata e aperta di nero, ed è sostenuto da due rami di quercia d'oro, ghiandiferi d'argento, incrociati in punta in decusse e legati d'azzurro, tenenti una lista d'argento, con i risvolti d'azzurro, caricata del motto in lettere maiuscole di nero "Querno sub tegmine fontes.
La quercia simboleggia il Bois de Vincennes.
Il raggio di carbonchio nel capo è ripreso dall'emblema dell'abbazia di San Vittore il cui priore fu signore di Fontenay dal 1113 fino alla Rivoluzione francese;
i due gigli sottolineano che quest'abbazia era un'abbazia reale.
La fascia ondata rappresenta i numerosi ruscelli che danno il nome a Fontenay e sono ricordati nel motto latino Querno sub tegmine fontes ("Le fonti sotto la chioma della quercia").

## Società

### Evoluzione demografica
Abitanti censiti

## Infrastrutture e trasporti
Fontenay-sous-Bois è servita dalle stazioni Fontenay-sous-Bois (linea A della RER) e di Val de Fontenay (linea A linea E della RER).

## Amministrazione

### Gemellaggi
- Alta Val Tidone
- Borgonovo Val Tidone
- Rottofreno
- Sarmato
- Ziano
- Etterbeek